# Lịch sử của Manchester United F.C. (1945–69)

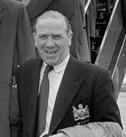
Sir Matt Busby

Câu lạc bộ bóng đá Manchester United là câu lạc bộ bóng đá Anh, có trụ sở tại Old Trafford, Greater Manchester. Hiện đang tham gia tại Premier League. Được thành lập ban đầu với tên gọi Newton Heath LYR Football Club vào năm 1878 và đổi tên thành Manchester United vào năm 1902. United đã vô địch giải đấu trong năm 1908 và 1911 cũng như giành chức vô địch cúp FA vào năm 1909.

## Giai Đoạn 1945-1950
Thế chiến lần 2 nổ ra đã đẩy lùi bóng đá ra khỏi suy nghĩ của mọi người suốt giữa những năm từ 1939 đến 1946. Nhưng thậm chí khi giải đấu vắng bóng, Old Trafford vẫn được chăm sóc một cách cẩn thận.
Vào ngày 11/3/1941, sân vận động đã bị trúng bom trong suốt thời kì Quốc xã Đức tấn công. Sự tấn công đó đã phá hủy toàn bộ khán đài chính,phòng thay đồ của cầu thủ và những phòng chuyên dùng. Sự tàn phá đó là một điều gây xúc động mạnh nhưng sự lạc quan đã đến ngay sau đó không lâu.
Một người đàn ông đã gia nhập vào Manchester United, người được coi là quan trọng nhất trong lịch sử của câu lạc bộ Manchester United - Matt Busby, Cựu cầu thủ của Manchester City và Liverpool.Ông đến "Quỷ đỏ" vào năm 1945 với một bản hợp đồng ngắn hạn 5 năm nhưng không ai có thể ngờ, ông là huấn luyện viên của Manchester United suốt 25 năm sau đó.
Busby không mất nhiều thời gian để xây dựng đội hình cũng như thể hiện trình độ của mình,biến đổi một vài vị trí trong đó có cả những cầu thủ được coi là quan trọng trước đó. Ông cũng đã kiếm "bộ năm tiền đạo nổi tiếng" khi mua họ về trong cùng một thời điểm:Jimmy Delaney,Stan Pearson,Jack Rowley, Charlie Mitten và Johnny Morris.
Tuy nhiên chữ ký quan trọng nhất mà Busby có được không phải là một huấn luyện viên mà là một trợ lý huấn luyện viên, người mà ông đã gặp trong suốt chiến tranh và được nhận định như một cánh tay phải hoàn hảo, Jimmy Murphy. Bộ đôi này đã cùng nhau hướng tới mục tiêu đưa United trở thành một quyền lực của bóng đá Thế giới.
Busby và Murphy đã bước những bước đầu tiên trên con đường xây dựng một đội bóng tuyệt vời và tất nhiên trước tiên phải có sự thay đổi trong thành tích ở nội địa. Họ đã có một chút thành công khi kết thúc mùa giải ở vị trí thứ hai sau Liverpool mùa giải 1946/47, một vị trí cao nhất câu lạc bộ có được trong 36 năm đó cũng là lý do chính cho sự lạc quan để rồi đội bóng đã giành được chức vô địch cúp liên đoàn trong cùng năm.
Những chàng trai của United trộn lẫn giữa những tài năng địa phương và các cầu thủ đã khẳng định được mình, United đã có thành tích đầu tiên của họ trong năm tiếp theo khi họ đánh bại đội bóng Blackpool với Stanley Matthews, Stan Mortensen, Harry Johnston trong trận chung kết F.A Cup 1948. Đó là lần đầu tiên sau 39 năm đội bóng "Quỷ đỏ" trở lại với chức vô địch từ năm 1909.
F.A Cup cũng là chức vô địch đầu tiên mà câu lạc bộ có được kể từ lần vô địch giải hạng nhất vào năm 1911 và đó cũng là mục tiêu số một mà giờ đây các chàng trai của Matt Bushy đang hướng tới. Trong suốt năm mùa giải đầu tiên ở United,Matt Bushy đã mang về cho câu lạc bộ 2 trong bốn chiếc cúp quan trọng nhất và 4 trong nhiều chiếc khác (1449/1950).
Những thành tích tuyệt vời đã mang người hâm mộ trở lại với đội bóng - đã có hơn 1 triệu người đến xem đội thi đấu trong mùa giải 1947/1948, cùng với đó là sự thoát khỏi nợ nần. Chắc chắn các fan sẽ không phải chờ quá lâu để "sờ" vào được những chiếc cúp mà họ khao khát bấy lâu nay.

## Giai Đoạn 1950-1959

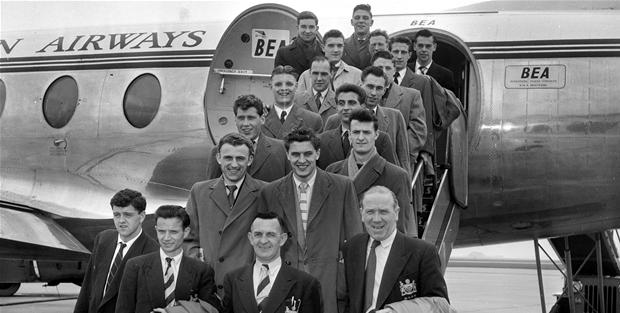
Đội Busby Babes tại Đan Mạch vào năm 1955

Nếu mọi điều tốt đẹp phải kết thúc, điều đó hiển nhiên đúng với đội bóng dưới sự huấn luyện của Matt Busby.Sau hậu chiến,United đã có những thành công rực sáng vào thập niên 1950.
Sự bất đồng ý kiến về chiến thuật trong trận chung kết F.A Cup năm 1948 trong phòng thay đồ là một dấu hiệu không tốt đẹp cho sự tan rã chăng? khi mà Johnny Morris rời Old Trafford đến Derby và Charlie Mitten mang tài năng của mình đến đất nước Nam Mĩ Colombia.Một vài người hâm mộ đã vô cùng lo lắng khi câu lạc bộ mất một số ngôi sao nhưng một vài khác trong số họ tỏ ra tin tưởng vào Bushy coi đó như một sự trung thành.
Kế hoạch tuyệt vời của người đàn ông Scotland đó là "những chàng trai trẻ cho tương lai",họ đã được chiêu mộ từ cuối những năm của thập niên 1940. Jackie Blanchflower và Roger Byrne là những cầu thủ trong lứa đầu tiên và họ đã được gán cho cái tên là "Babes" bởi một tờ báo trong trận ra mắt đầu tiên của họ vào mùa giải 1951/1952, United đã chiến thắng giải đấu quan trọng nhất (cúp hạng nhất cũ) lần đầu tiên kể từ năm 1911.
Byrne lúc 21 tuổi, đã tham gia các trận đấu quan trọng và tỏ ra thành công, với 24 lần xuất hiện bao gồm 6 lần mà ghi được 7 bàn bên cánh trái, anh trở thành một hậu vệ trái thật sự và là đội trưởng của United trong 4 năm từ tháng 2 năm 1954.
Trong hai mùa bóng liên tiếp 1955/1956 và 1956/1957. Byrne đã được nâng chiếc cúp vô địch với tư cách là một thủ quân của một đội bóng trẻ tuyệt vời bao gồm những cầu thủ trưởng thành dưới sự huấn luyện của Bushy.Eddie Colman,Mark Jones và David Pegg tất cả họ trở thành những người thường xuyên có mặt trong đội hình chính kể từ khi được đưa lên, sau một loạt chức vô địch ở F.A Cup dành cho lứa thanh niên bắt đầu vào năm 1953.
Không phải các tài năng đều là những cầu thủ do United đào tạo nhưng các huấn luyện viên của Man Utd tỏ ra hài lòng với những sự lựa chọn đúng đắn của họ:£30,000 với Tommy Tylor, một tiền đạo từ Barnsley. Anh tỏ ra là một "chữ ký" xuất sắc khi tiếp tục có những bàn thắng cho cả câu lạc bộ và đội tuyển Anh. Một cuộc đầu từ tốt khác với thủ môn Harry Gregg đến từ Doncaster Rovers vào tháng 12 năm 1957. Với phí chuyển nhượng là £23,000, anh trở thành thủ môn đắt giá nhất lúc bấy giờ.Dường như ngay lập tức anh trở thành người chặn đứng các cú sút số một cho cả United và đội tuyển Bắc Ai-len.
Một tài năng trẻ xuất sắc khác cho cả câu lạc bộ và đội tuyển Quốc gia Anh là Duncan Edwards. Một cầu thủ có sức mạnh,tài năng và sự trưởng thành mặc dù đang ở độ tuyển thiếu niên vì vậy Matt Bushy không thể nào mà không mang anh về United. Vào tháng 4 năm 1953, anh trở thành cầu thủ trẻ nhất ở giải hạng nhất khi mới tròn 16 tuổi và 185 ngày.Một trận đấu đã cô đọng lại được một đội hình Babes mới, xuất sắc của Bushy nhiều nhất đó là trận gặp Arsenal trên sân Highbury 1/2/1958. Trước 63,578 khán giả MU đã đánh bại "những khẩu thần công" với tỷ số 5-4 từ những bàn thắng của Ewards, Taylor(2), Bobby Charlton và Denis Viollet.
Buồn thay,trận đấu tuyệt vời nhất trong lịch sử bóng đá Anh cũng là một trận cầu cuối cùng của một đội bóng xuất sắc trong lịch sử United. Từ Highbury, các cầu thủ đáp máy bay đi thi đấu ở giải vô địch châu Âu để tham gia trận đấu ở vòng 2 gặp "Sao đỏ Belgrade" và tỷ số của trận đấu là 3-3.

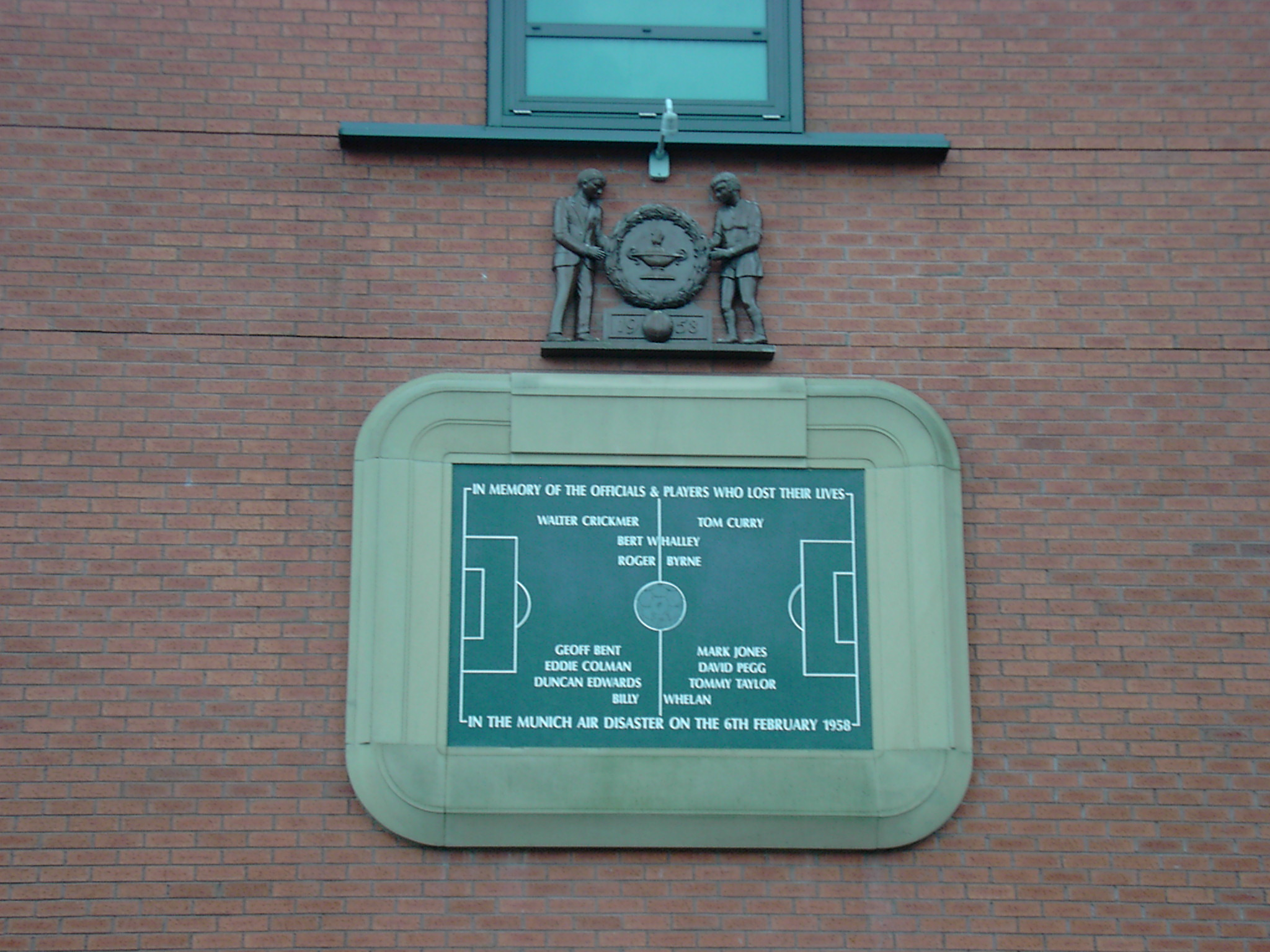
Một bản tường ở Old Trafford khắc tên các cầu thủ đã mất trong thảm họa máy bay Munich

Chiến thắng 5-4 trước đó là sự thể hiện của một tập thể vững mạnh, chuyến bay định mệnh trên bầu trời Munich diễn ra ngay sau đó ngày 6/2/1958, những tin tức về tai nạn thảm khốc bay về đã làm tăng lên nỗi buồn của thành Manchester. Khoảng 22 người đã mất bao gồm 7 cầu thủ là Byrne, Colman, Jones, Pegg, Taylor, Geoff Ben và Liam Whelan. cầu thủ thứ 8 là Duncan Edwards - đã không vượt qua khỏi chấn thương mặc dù đã được sự giúp đỡ nhiệt tình từ bệnh viên của nước Đức sau 15 ngày.
Sự đau buồn bao trùm lên câu lạc bộ,thành phố và các trận cầu trong một thời gian dài và dường như có một điều không thể tưởng tượng được rằng nếu United tìm được vinh quang sau thảm họa khủng khiếp.
Nhưng khi Matt Bushy không vượt qua được thương tích trầm trọng và phải có một cuộc điều trị lâu dài thì dường như United cũng có sự bấp bênh. Đội bóng được điều khiển bởi trợ lý huấn luyện viên Jimmy Murphy, họ đã vào được chung kết F.A Cup năm 1958. Họ đã bị thua trước Bolton Wnderers, 12 tháng sau khi để thua Aston Villa cũng trong trận chung kết.
Để kết thúc mọi sự rắc rối, United đã trở thành quán quân ở mùa bóng 1958/1959. Busby đã trở nên khỏe hơn và quay lại dẫn dắt đội bóng cũng như đào tạo ra một đội bóng vĩ đại khác.

## Giai đoạn 1960-1969

Huy hiệu của Manchester United trong những năm 1960

Sau khi xây dựng một trong những đội tuyển vĩ đại nhất đã từng có ở nước Anh, Matt Busby phải bắt đầu tất cả lại từ đầu thập kỷ 60. Thảm hoạ Munich đã cướp đi của ông và bóng đá những cầu thủ xuất nhất của thời đại. Nhưng người huấn luyện viên vĩ đại này không bao giờ chịu ngồi yên một chỗ. Ngay sau khi phục hồi chấn thương, ông đã bắt đầu chuẩn bị xây dựng một đội hình mới để tấn công trở lại thế giới bóng đá.
Dennis Viollet là một trong những cái tên quan trọng trong đội hình. Mùa bóng năm 1959/60, người sống sót từ thảm hoạ Munich đã phá vỡ kỷ lục câu lạc bộ của Jack Rowley khi ghi đến 32 bàn thắng trong một mùa giải. Đội bóng đã ghi được tổng cộng 102 bàn, nhưng họ cũng phải vào lưới nhặt bóng quá nhiều (80 bàn thua) và kết thúc ở vị trí thứ bảy.
Viollet không phải là cầu thủ duy nhất sống sót từ thảm hoạ Munich và tận hưởng sự nghiệp vĩ đại tại Old Trafford; những cầu thủ khác bao gồm Bill Foulkes và Bobby Charlton người xuất phát từ đội hình trẻ của MU đã phá vỡ kỷ lục ghi bàn cho cả câu lạc bộ và quốc gia. Nobby Stiles tiếp bước Bobby, từ đội hình trẻ lên đội hình chính, trong khi đó Denis Law lại đến câu lạc bộ từ Torino qua một vụ chuyển nhượng kỷ lục 115.000 bảng Anh.
Khi bắt đầu thập kỷ 60, phong độ của MU khá thất thường, trong khi những tên tuổi mới đang bắt đầu hoà nhập, nhưng rồi mọi thứ đều dần ổn định với cuộc đua tới trận chung kết cúp FA tại Wembley mùa giải 1962/63. Đội hình hoàn toàn mới của Matt Busby đã đánh bại Leicester City 3-1, với hai bàn của David Herd và một bàn của Denis Law.
Mùa bóng tiếp theo chứng kiến một MU mạnh mẽ thách thức chức quán quân giải vô địch Anh xuất phát từ thành công của chiếc cúp FA, rất tiếc MU chỉ đứng thứ hai kém 4 điểm so với nhà vô địch Liverpool, đội bóng mà MU đều thua trên sân nhà và sân khách. Mùa bóng 1962/63 cũng đáng ghi nhớ với việc ký hợp đồng với George Best, cầu thủ trẻ từ Belfast người trở thành siêu sao đầu tiên của bóng đá. Đó là trường hợp của Best, ông là cầu thủ xuất sắc nhất không chỉ vì tên của mình (tên ông cũng có nghĩa là xuất sắc nhất) mà còn vì bản năng cầu thủ.. Với những kỹ xảo, bước chạy tinh tế, khả năng kiểm soát bóng phi thường của mình có thể làm tan nát đội hình đối phương, ông là một thần tượng của các cổ động viên, trong khi đó với vóc dáng của một ngôi sao màn bạc, ông cũng là một thần tượng của các quý bà.
Mùa giải năm 1964/65, bộ ba nổi tiếng Best, Law và Charlton đã đưa United đến những tầm cao mới. Họ đã giành chức vô địch giải ngoại hạng khi vượt qua Leeds bằng hiệu số bàn thắng thua, vào đến bán kết cúp C3 và cúp FA. Denis Law đã ghi được rất nhiều bàn thắng và được bầu chọn là cầu thủ xuất sắc nhất Châu âu mùa này.
Đội đương kim vô địch dường như tiếp tục bay bổng với giấc mơ thống trị giải ngoại hạng mùa giải sau đó 1965/66, nhưng thất bại trước cuộc đua vô địch với Liverpool đã kéo họ trở lại mặt đất, kết thúc mùa giải này họ chỉ đứng ở vị trí thứ 4. Việc thất bại tại bán kết cúp FA và cúp C3 dường như đã lấy mất đi một phần lớn sức mạnh của MU vào cuối mùa giải. Điểm nổi bật của mùa bóng là trận thắng vang dội 5-1 trên sân của Benfica tại vòng tứ kết cúp C3, khi Best thể hiện được một phong độ sắc bén.
Mùa giải 1966/67, Manchester United lại đăng quang ngôi vô địch giải ngoại hạng khi Law ghi được 23 bàn trong 36 trận. Thành công ở giải ngoại hạng đã giúp ME đảm bảo một xuất tham dự C1 mùa bóng 1967/68, một sân đấu danh giá nhất Châu âu. Trên đường tới trận chung kết C1 tại Wembley, MU đã bỏ lại sau lưng mình Hibernians, FK Sarajevo, Gornik Zabrze và Real Madrid.
Benfica đã trình diễn một phong độ khá xuất sắc trong trận chung kết. Jaime Graca đã cân bằng tỷ số sau khi Charlton ghi bàn bằng cú đánh đầu đưa trận đấu bước vào hiệp phụ; thực ra Benfica có thể đã chiến thắng ngay trong hiệp chính nếu Alex Stepney không có cú cứu bóng xuất thần từ cú sút của Eusebio.
Best, Brian Kidd và Charlton đã giúp MU làm chủ thời gian thi đấu thêm giờ khi mối người ghi một bàn và đánh bại nhà vô địch Bồ Đào Nha với tỷ số 4-1. Lần đầu tiên chiếc cúp C1 đến với Old Trafford. Chỉ trong vòng 10 năm sau khi "Sir Matt Bussy" chứng kiến giấc mơ của mình bị phá huỷ bởi thảm kịch Munich, ông đã biến điều không thể thành điều có thể. Ông cũng được phong tước hiệp sĩ ngay sau đó.
Sau màn trình diễn phi thường, tại mùa bóng 1968/69 nhà vô địch Châu âu chỉ đứng ở vị trí thứ 11 trong bảng xếp hạng, và bị loại khỏi cúp FA tại vòng sáu và cúp C1 tại vòng bán kết. MU cũng đã thua Estudiantes (Argentina) 2-1 tại cúp Liên lục địa.
Bất chấp kết thúc thất bại ở cuối thập kỷ, các cổ động viên của MU có thể hài lòng về thành công thập kỷ 60. Rất ít người không vui với quyết định về hưu của "Sir Matt Busby" vào cuối mùa giải 1968/69, sau tất cả những thành công ông đã giành được.